# Discographie de Ha*Ash
La discographie officielle de Ha*Ash, un groupe de chanteurs américain de country et pop latino. Ils ont signé avec le label Sony Music Latin, ce qui inclut 5 albums studio, 2 albums live, 24 singles et 23 vidéos.

## Albums

### Albums studio
| Titre | Meilleure position | Meilleure position | Certifications                                                  |
| --- | ------------------ | ------------------ | --------------------------------------------------------------- |
| Titre | U.S Latin          | MEX                | Certifications                                                  |
| Ha*Ash - Sortie: 11 mai 2003 - Formats: CD - Label: Sony Music BMG                                        | 19                 | 3                  | - AMPROFON: Platine + Or - AMPROFON: Platine (Ha*Ash DVD video) |
| Mundos Opuestos - Sortie: 17 septembre 2005 - Formats: CD - Label: Sony Music BMG                         | N/A                | 8                  | - AMPROFON: Platine + Or                                        |
| Habitación Doble - Sortie: 1er août 2008 - Formats: CD, téléchargement - Label: Sony Music Latin          | 14                 | 6                  | - AMPROFON: Or                                                  |
| A Tiempo - Sortie: 16 mai 2011 - Formats: CD, CD+DVD, téléchargement - Label: Sony Music Latin            | N/A                | 4                  | - AMPROFON: 2 × Platine + Or                                    |
| 30 de febrero - Sortie: 1er décembre 2017 - Formats: CD, CD+DVD, téléchargement - Label: Sony Music Latin | 11                 | 3                  | - AMPROFON: Platine + Or                                        |

### Albums live
| Titre | Meilleure position | Meilleure position | Meilleure position | Certifications |
| --- | ------------------ | ------------------ | ------------------ | --- |
| Titre | U.S Latin          | MEX                | SPN                | Certifications |
| Primera fila: Hecho realidad - Sortie: 11 novembre 2014 - Formats: CD/DVD, téléchargement - Label: Sony Music Latin | 16                 | 1                  | 52                 | - AMPROFON: Diamant + Or - IFPI CHL: Or - CAPIF: Or, - UNIMPRO: 2 × Platine, - ASINCOL: Platine, - IFPI CEN: Platine, |
| En vivo - Sortie: 6 décembre 2019 - Formats: CD/DVD, téléchargement - Label: Sony Music Latin                       | N/A                | 1                  | N/A                | |

## Extended plays
| Titre                      | Détails de l'album                                                                                      |
| -------------------------- | --- |
| Spotify Singles            | - Sortie: 3 août 2018 - Formats: Streaming - Label: Sony Music Entertainment México                     |
| Lo más romantico de Ha*Ash | - Sortie: 10 février 2021 - Formats: Streaming, téléchargement - Label: Sony Music Entertainment México |

## Chansons

### Singles
| Titre                                                          |      | Meilleure position | Meilleure position | Meilleure position | Meilleure position | Meilleure position | Meilleure position | Certifications                                 | Album                        |
| -------------------------------------------------------------- | ---- | ------------------ | ------------------ | ------------------ | ------------------ | ------------------ | ------------------ | ---------------------------------------------- | ---------------------------- |
| Titre                                                          | MEX  | US ESP Airplay     | US MEX Airplay     | US Hot Latin       | US Latin Pop       | US Latin Airplay   |                    | Certifications                                 | Album                        |
| Odio amarte                                                    | 2002 | 2                  | N/A                | N/A                | N/A                | N/A                | N/A                |                                                | Ha*Ash                       |
| Estés donde estés                                              | 2003 | 1                  | N/A                | N/A                | 14                 | 9                  | 14                 |                                                | Ha*Ash                       |
| Te quedaste                                                    | 2003 | 5                  | N/A                | N/A                | 28                 | 17                 | 28                 |                                                | Ha*Ash                       |
| Soy mujer                                                      | 2004 | 7                  | N/A                | N/A                | N/A                | –                  | N/A                |                                                | Ha*Ash                       |
| Si pruebas una vez                                             | 2004 | 5                  | N/A                | N/A                | N/A                | –                  | N/A                |                                                | Ha*Ash                       |
| Amor a medias                                                  | 2005 | 4                  | N/A                | N/A                | N/A                | N/A                | N/A                |                                                | Mundos opuestos              |
| Me entrego a ti                                                | 2005 | 4                  | N/A                | N/A                | N/A                | 15                 | N/A                |                                                | Mundos opuestos              |
| ¿Qué hago yo?                                                  | 2006 | 1                  | 36                 | N/A                | N/A                | 13                 | N/A                | - AMPROFON: Platine                            | Mundos opuestos              |
| Tu mirada en mi (USA)                                          | 2006 | N/A                | N/A                | N/A                | N/A                | 24                 | N/A                |                                                | Mundos opuestos              |
| No te quiero nada                                              | 2008 | 7                  | 31                 | N/A                | 14                 | 6                  | 14                 |                                                | Habitación doble             |
| Lo que yo sé de ti                                             | 2008 | 1                  | 1                  | 1                  | N/A                | N/A                | N/A                |                                                | Habitación doble             |
| Tú y yo volvemos al amor                                       | 2009 | 12                 | 20                 | 31                 | N/A                | N/A                | N/A                |                                                | Habitación doble             |
| Impermeable                                                    | 2011 | 1                  | 1                  | N/A                | N/A                | N/A                | N/A                | - AMPROFON: Or                                 | A tiempo                     |
| Te dejo en libertad                                            | 2011 | 1                  | 1                  | 1                  | N/A                | 29                 | N/A                | - AMPROFON: Platine Or                         | A tiempo                     |
| Todo no fue suficiente                                         | 2012 | 4                  | 2                  | 11                 | N/A                | N/A                | N/A                |                                                | A tiempo                     |
| De dónde sacas eso                                             | 2012 | 3                  | 4                  | 9                  | N/A                | N/A                | N/A                | - AMPROFON: Or                                 | A tiempo                     |
| Perdón, perdón                                                 | 2014 | 1                  | 1                  | 2                  | 36                 | 17                 | 35                 | - AMPROFON: Diamant                            | Primera fila: Hecho realidad |
| Lo aprendí de ti                                               | 2015 | 1                  | 1                  | 7                  | 32                 | 19                 | 48                 | - AMPROFON: 4 × Platine + Or                   | Primera fila: Hecho realidad |
| Ex de verdad                                                   | 2015 | 1                  | 33                 | N/A                | N/A                | N/A                | N/A                | - AMPROFON: 3 × Platine                        | Primera fila: Hecho realidad |
| No te quiero nada (avec Axel)                                  | 2015 | 1                  | N/A                | N/A                | N/A                | N/A                | N/A                | - AMPROFON: Or                                 | Primera fila: Hecho realidad |
| Dos copas de más                                               | 2015 | 3                  | 3                  | 16                 | N/A                | N/A                | 49                 | - AMPROFON: Platine                            | Primera fila: Hecho realidad |
| Sé que te vas                                                  | 2016 | 16                 | 28                 | N/A                | N/A                | N/A                | N/A                | - AMPROFON: Or                                 | Primera fila: Hecho realidad |
| 100 Años (avec Prince Royce)                                   | 2017 | 1                  | 1                  | 3                  | 54                 | 24                 | 50                 | - AMPROFON: 3 × Platine - UNIMPRO: 2 × Platine | 30 de febrero                |
| No pasa nada                                                   | 2018 | 2                  | 4                  | 13                 | N/A                | N/A                | N/A                | - AMPROFON: 2 × Platine + Or                   | 30 de febrero                |
| Eso no va a suceder                                            | 2018 | 1                  | 1                  | 6                  | N/A                | 34                 | N/A                | - AMPROFON: Platine                            | 30 de febrero                |
| ¿Qué me faltó?                                                 | 2019 | 2                  | N/A                | N/A                | N/A                | N/A                | N/A                | - AMPROFON: Platine                            | 30 de febrero                |
| Si tú no vuelves (avec Miguel Bosé)                            | 2019 | 1                  | N/A                | N/A                | N/A                | N/A                | N/A                |                                                | En vivo                      |
| — indique que le Titre n'est pas sorti ou classé dans le pays. |      |                    |                    |                    |                    |                    |                    |                                                |                              |

### Promotionnels singles
| Titre                                    | Année | Meilleure position | Album                                         |
| ---------------------------------------- | ----- | ------------------ | --------------------------------------------- |
| Titre                                    | Année | MEX                | Album                                         |
| I Want To Be A Cowboy's Sweetheart       | 2003  | N/A                | NC                                            |
| Si tú quieres ser                        | 2005  | N/A                | Mundos opuestos                               |
| Latente                                  | 2010  | N/A                | NC                                            |
| Te dejo en libertad (avec Maldita Nerea) | 2016  | N/A                | Primera fila: Hecho realidad (Deluxe edition) |
| Rosas en mi almohada (avec María José)   | 2020  | 3                  | Conexión                                      |
| The Unforgiven                           | 2021  | N/A                | The Metallica Black List                      |
| Vencer el pasado                         | 2021  | N/A                | NC                                            |

### Autres chansons
| Titre                              | Année | Certifications | Album         |
| ---------------------------------- | ----- | -------------- | ------------- |
| Ojalá                              | 2017  | - AMPROFON: Or | 30 de febrero |
| 30 de febrero (avec Abraham Mateo) | 2017  | - AMPROFON: Or | 30 de febrero |

### Collaborations
| Titre                                                          |               | Meilleure position | Meilleure position | Meilleure position | Meilleure position | Certifications                            | Album             |
| -------------------------------------------------------------- | ------------- | ------------------ | ------------------ | ------------------ | ------------------ | ----------------------------------------- | ----------------- |
| Titre                                                          | U.S Latin Pop | Español Airplay    | Airplay            | SPN                |                    | Certifications                            | Album             |
| Adelante (avec Paty Cantú)                                     | 2012          | N/A                | N/A                | N/A                | N/A                |                                           | NC                |
| Te voy a perder (avec Leonel García)                           | 2013          | N/A                | 22                 | 9                  | N/A                |                                           | Todas mías        |
| Mi niña mujer (avec Los angeles azules)                        | 2016          | N/A                | 11                 | 31                 | N/A                |                                           | De plaza en plaza |
| Destino o casualidad (avec Melendi)                            | 2017          | 38                 | 10                 | 32                 | 56                 | - AMPROFON: Platine - PROMUSICAE: Platine | Quítate las gafas |
| Fuiste mía (avec MYA)                                          | 2021          | N/A                | N/A                | N/A                | N/A                |                                           | NC                |
| — indique que le Titre n'est pas sorti ou classé dans le pays. |               |                    |                    |                    |                    |                                           |                   |

## Clips vidéo

### Clips Singles
| CLIP                       | ANNÉE | ARTISTE(S)                    | VUES SUR (Au 27 Décembre 2019) | PLUS                             |
| Odio amarte                | 2003  | Ha*Ash                        | 21 479 307 vues                | - Visionner la vidéo sur YouTube |
| Estés donde estés          | 2003  | Ha*Ash                        | 12 606 968 vues                | - Visionner la vidéo sur YouTube |
| Te quedaste                | 2004  | Ha*Ash                        | 38 851 489 vues                | - Visionner la vidéo sur YouTube |
| Amor a medias              | 2005  | Ha*Ash                        | 38 719 411 vues                | - Visionner la vidéo sur YouTube |
| Me entrego a ti            | 2005  | Ha*Ash                        | 45 182 400 vues                | - Visionner la vidéo sur YouTube |
| ¿Qué hago yo?              | 2006  | Ha*Ash                        | 190 839 516 vues               | - Visionner la vidéo sur YouTube |
| Tu mirada en mi (USA)      | 2006  | Ha*Ash                        | 62 977 761 vues                | - Visionner la vidéo sur YouTube |
| No te quiero nada          | 2008  | Ha*Ash                        | 90 359 600 vues                | - Visionner la vidéo sur YouTube |
| Lo que yo sé de ti         | 2008  | Ha*Ash                        | 29 592 506 vues                | - Visionner la vidéo sur YouTube |
| Impermeable                | 2011  | Ha*Ash                        | 44 921 773 vues                | - Visionner la vidéo sur YouTube |
| Te dejo en libertad (live) | 2011  | Ha*Ash                        | 464 653 738 vues               | - Visionner la vidéo sur YouTube |
| Todo no fue suficiente     | 2012  | Ha*Ash                        | 162 056 692 vues               | - Visionner la vidéo sur YouTube |
| De dónde sacas eso (live)  | 2012  | Ha*Ash                        | 58 838 205 vues                | - Visionner la vidéo sur YouTube |
| Perdón, perdón (live)      | 2014  | Ha*Ash                        | 739 498 700 vues               | - Visionner la vidéo sur YouTube |
| Lo aprendí de ti (live)    | 2015  | Ha*Ash                        | 889 272 825 vues               | - Visionner la vidéo sur YouTube |
| Ex de verdad (live)        | 2015  | Ha*Ash                        | 225 835 745 vues               | - Visionner la vidéo sur YouTube |
| No te quiero nada (live)   | 2015  | Ha*Ash featuring Axel         | 50 385 999 vues                | - Visionner la vidéo sur YouTube |
| Dos copas de más (live)    | 2015  | Ha*Ash                        | 84 682 417 vues                | - Visionner la vidéo sur YouTube |
| Sé que te vas (live)       | 2015  | Ha*Ash featuring Matisse      | 218 130 302 vues               | - Visionner la vidéo sur YouTube |
| 100 Años                   | 2017  | Ha*Ash featuring Prince Royce | 126 568 374 vues               | - Visionner la vidéo sur YouTube |
| No pasa nada               | 2018  | Ha*Ash                        | 52 672 282 vues                | - Visionner la vidéo sur YouTube |
| Eso no va a suceder        | 2018  | Ha*Ash                        | 95 835 314 vues                | - Visionner la vidéo sur YouTube |
| ¿Qué me faltó?             | 2019  | Ha*Ash                        | 47 148 988 vues                | - Visionner la vidéo sur YouTube |

### Clips Promotionnels
| CLIP                              | ANNÉE | ARTISTE(S)                     | VUES SUR (Au 27 Décembre 2019) | PLUS                             |
| Quédate lejos (live)              | 2016  | Ha*Ash featuring Maluma        | 150 791 339 vues               | - Visionner la vidéo sur YouTube |
| Sé que te vas                     | 2016  | Ha*Ash                         | 52 681 163 vues                | - Visionner la vidéo sur YouTube |
| No pasa nada (lyric video)        | 2017  | Ha*Ash                         | 104 258 936 vues               | - Visionner la vidéo sur YouTube |
| Eso no va a suceder (lyric video) | 2017  | Ha*Ash                         | 55 864 775 vues                | - Visionner la vidéo sur YouTube |
| Ojalá (lyric video)               | 2017  | Ha*Ash                         | 54 423 527 vues                | - Visionner la vidéo sur YouTube |
| 30 de febrero (lyric video)       | 2017  | Ha*Ash featuring Abraham Mateo | 107 227 389 vues               | - Visionner la vidéo sur YouTube |